# فاجعه ابرفان
فاجعه ابرفان (انگلیسی: Aberfan disaster)، فاجعه‌ای بود که اکتبر ۱۹۶۶ در دهکده معدنی ابرفان در ولز بریتانیا رخ داد و در طی آن بهمنی از ضایعات معدن زغال‌سنگ در دامنهٔ کوه لغزید و مدرسه و چند خانهٔ این روستا را مدفون کرد. ۱۱۶ کودک و ۲۸ بزرگسال در این فاجعه جان خود را از دست دادند.